# Alocoderus ballerioi
Alocoderus ballerioi är en skalbaggsart som beskrevs av Bordat 1997. Alocoderus ballerioi ingår i släktet Alocoderus och familjen Aphodiidae. Inga underarter finns listade i Catalogue of Life.